# Заречье (Черняховский район)
Заречье (до 1938 — Ужупёнен (нем. Uszupönen), до 1947 — Моорхоф (нем. Moorhof)) — посёлок в Черняховском районе Калининградской области. Входил в состав Свободненского сельского поселения.

## История
Поселок назывался Ужупёнен до 1938. При Гитлере был переименован в Моорхоф в рамках кампании по ликвидации в Третьем Рейхе топонимики древнепрусского («литовского») происхождения. В 1946 году получил русское название Заречье.

## Население
| 1910 | 1933 | 1939 | 2002 | 2010 |
| ---- | ---- | ---- | ---- | ---- |
| 172  | ↗173 | ↘132 | ↘31  | ↗34  |